# Circuito integrado tridimensional
Na eletrônica, um circuito integrado tridimensional (CI 3D) é um chip com duas ou mais camadas de componentes eletrônicos ativos, com integração horizontal e vertical em um único circuito. A indústria de semicondutores busca essa tecnologia de diferentes formas, mas ainda não é amplamente utilizada; e é exatamente por isso, que a definição é algo fluída, ou seja, ainda não totalmente definitiva.

## Circuitos Integrados 3D vs Encapsulamento 3D
Encapsulamento 3D economiza espaço por empilhar chips individuais em um mesmo pacote. Esse tipo de encapsulamento, conhecido como System in Package (SiP) ou módulo multichip, não integra os chips em um único circuito. Os chips no encapsulamento se comunicam usando sinalização off-chip (fora do chip), como se fossem montados em encapsulamentos separados em uma placa de circuito impresso.

## Chips 3D notáveis
Em 2004, a Intel apresentou uma versão da CPU Pentium 4. O chip foi produzido com duas matrizes usando o empilhamento face-a-face, o que permitiu uma estrutura densa. TSVs da parte traseira são usados para Entrada e Saída e suprimento de energia. Para floorplanning (representação esquemática dos blocos funcionais) 3D, os designers arranjaram manualmente os blocos funcionais em cada dado, com o objetivo de reduzir o consumo energético e aumentar o desempenho. Dividir blocos grandes e de alta energia, com um cuidadoso rearranjo, possibilita a limitação de focos termais. O design tridimensional possibilita um aumento de 15% na performance (devido à eliminação dos estágios de pipeline)) e 15% de economia energética (pela redução dos repetidores e diminuição da fiação), quando comparado com o Pentium 4 2D.
A CPU Polaris introduzida em 2007 pela Intel é um design experimental de 80 núcleos com memória empilhada. Por causa da grande demanda por largura de banda de memória, uma abordagem tradicional de Entrada/Saída de 10 a 25W (watts). Para aperfeiçoar esse aspecto, designers da Intel implementaram um barramento de memória baseado em TSV. Cada núcleo é conectado a um tile e memória na matriz da SRAM com uma ligação que fornece 12 GB/s de largura de banda, resultando em uma largura de banda total de 1 TB/s com o incrível consumo de 2.2 W.

## Circuito integrado tridimensional de transistores de nanotubos de carbono
Este novo circuito integrado tridimensional combina duas nanotecnologias que pode aumentar dramaticamente a velocidade e a eficiência energética dos processadores. Este circuito tridimensional aborda os problemas do número limitado de conexões entre a memória e os circuitos lógicos e o número de transistores que podem caber em um chip dobra a cada dois anos, com um acompanhamento no desempenho simultaneamente, estendendo os circuitos de memória e lógica uns sobre os outros, em vez de lado a lado.